# Pseudarista
Pseudarista is een geslacht van vlinders van de familie spinneruilen (Erebidae), uit de onderfamilie Herminiinae.

## Soorten
- P. geldersi Schaus, 1916
- P. pagasusalis Walker, 1859
- P. spiosalis Walker, 1858